# Лоаоз
Лоаоз (лат. Loaosis) — паразитарное заболевание из группы филяриатозов. Заболевание распространено в тропических лесах Западной и Центральной Африки. По состоянию на 2009 год, лоаоз является эндемическим заболеванием в 11 странах.

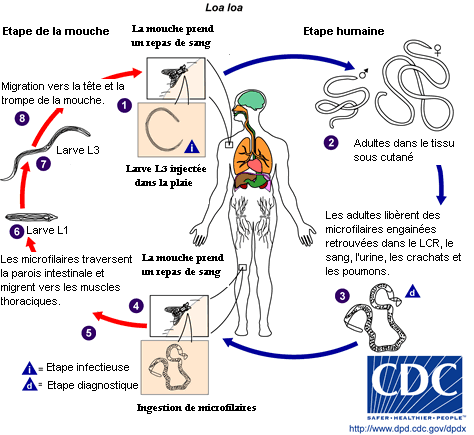
Жизненный цикл

## Этиология и эпидемиология
Возбудителем является круглый червь (нематода) Loa loa. Черви раздельнополые. Размеры взрослых самок 50-70 мм в длину, самцов — 25-35 мм. Толщина червей составляет около 0,25 мм.
Обитают взрослые паразиты в подкожной жировой клетчатке, заболевание относят к группе филяриатозов. Самки отрождают живых личинок — микрофилярий, которые мигрируют в капилляры лёгких, а через несколько недель начинают мигрировать в периферические сосуды. Максимальное число микрофилярий в периферических сосудах обнаруживается днём, в период с 12 до 14 часов. Личинки передаются человеку при укусе насекомых — слепней рода Chrysops, активных в дневные часы. По имеющимся оценкам за 2009 год, лоаозом заражены около 12-13 млн человек. Переносчики лоаоза — слепни рода Chrysops.

## Клиническая картина
У жителей эндемических очагов и у приезжих проявления болезни отличаются. У некоторой части коренного населения она протекает бессимптомно, с микрофиляриемией. В данной ситуации диагноз устанавливается лишь после миграции взрослого паразита под конъюнктиву. У остальной части периодически появляется калабарская опухоль — ограниченный отёк Квинке с эритемой, локализующейся на конечностях, а также других участках тела. Могут возникать нефропатия, энцефалопатия, а также дилатационная кардиомиопатия. У приезжих чаще преобладают симптомы аллергии: калабарская опухоль возникает чаще и течение её тяжелее. Микрофиляриемия редка. Лабораторные признаки: эозинофилия, высокий титр антител к филяриям. Причиной калабарской опухоли считают аллергию на взрослых паразитов. При локализации паразитов в глазах может возникать конъюнктивит.

## Диагностика
Для верификации диагноза необходимо обнаружить микрофилярий в крови либо выделить половозрелых гельминтов из тканей глаза или подкожной клетчатки. Биопсию проводят в месте калабарской опухоли. Если выделить паразитов не удается, диагноз ставится на основании анамнеза, клиники, лабораторных данных, в том числе гипергаммаглобулинемии, высокого сывороточного уровня IgE.

## Лечение
Диэтилкарбамазин (8-10 мг/кг/сут внутрь в течение 21 суток). Препарат действует как на взрослых червей, так и на их личинок. Требуется несколько курсов лечения. При большом количестве микрофилярий лечение может сопровождаться усилением аллергических проявлений, побочными реакциями, в том числе со стороны ЦНС. В случае тяжёлой инвазии лечение рекомендуется начинать с глюкокортикоидов (преднизолон, 40-60 мг/сут, внутрь) и небольших доз диэтилкарбамазина(0,5 мг/кг/сут). При отсутствии побочных эффектов дозу преднизолона снижают, а противогельминтного препарата — увеличивают. Профилактический приём диэтилкарбамазина (300 мг внутрь 1 раз в неделю) предотвращает заражение.